# Vallo Antonino
Il Vallo Antonino è una forma di fortificazione costituita da un terrapieno e una palizzata di legno, costruita durante l'Impero romano nella Scozia meridionale.

## Storia
La costruzione del Vallo di Antonino iniziò nel 142 sotto il regno di Antonino Pio, e fu completata nel 144. Il vallo si estende per 39 miglia (pari a 63 chilometri) da Old Kilpatrick nel West Dunbartonshire sul Firth of Clyde a Bo'ness sul Firth of Forth.
La fortificazione fu costruita per rafforzare il Vallo di Adriano, posto 160 km più a sud come confine settentrionale della Britannia. I Romani, anche se riuscirono a insediare accampamenti e fortilizi temporanei a nord del vallo, non arrivarono mai a conquistare e sottomettere le tribù indigene che mal sopportavano la loro presenza e infersero danni alla fortificazione. I Romani chiamarono la terra a nord del Vallo Antonino Caledonia, "terra dei Caledones", ovvero "terra degli uomini rudi" dal gallico caleto-, cioè "duro, difficile".
Il vallo fu abbandonato dopo solo venti anni dalla costruzione, quando nel 164 le legioni romane si ritirarono a sud del Vallo di Adriano. Dopo una serie di attacchi subiti nel 196 e nel 197, nel 208 l'imperatore Settimio Severo giunse nel Nord dell'isola per rendere sicura la frontiera e fece restaurare alcune parti del vallo, definitivamente abbandonato nel 211, alla morte dell'imperatore. Il Vallo Antonino è spesso chiamato (specialmente da scrittori della tarda latinità) Vallo Severiano.

## Struttura della costruzione
Il Vallo Antonino era inferiore a quello di Adriano per dimensioni ed efficacia, ma la sua costruzione fu in ogni caso un notevole risultato, visto che fu completato nell'arco di soli due anni in una terra di confine fredda e ostile. La sua struttura era costituita da un banco di terra alto tre metri con un ampio fossato sul lato nord e un percorso militare sul lato sud. Inizialmente fu programmato di costruire un forte ogni sei miglia ma il proposito fu rivisto e ne furono costruiti 26, cioè circa uno ogni due miglia.
Lungo il vallo si trovano ancora tracce di una bocca di lupo nei pressi del Rough Castle Fort. La maggior parte del Vallo Antonino è oggi distrutta, ma alcune sue sezioni sono ancora visibili a Bearsden, Kirkintilloch, Twechar, Croy Hill, Falkirk e Polmont.

## Patrimonio dell'umanità
Nel 2008 il Vallo Antonino è stato nominato dall'UNESCO patrimonio dell'umanità assieme al Limes germanico-retico e al Vallo di Adriano con il titolo di "Confini dell'Impero romano".